# Кубей
Кубей (на украински: Кубей; на руски: Кубей) е село в Украйна, Одеска област, Болградски район. Заема площ от 6,12 км2. Населението е 5000 души.

## География
Село Кубей се намира в долината на реката Карасулак, 18 км северно от районния център гр. Болград и 220 км югозападно от Одеса. Няколко относително неголеми реки пресичат от север на юг тази част на Буджакската степ.

Както и болшинството български колонии, този населен пункт и принадлежащите към него използваеми земи, са разположени така, че да може максимално да се използват възможностите на релефа. Населената част заема северозападния склон, който се издига над десния бряг на река Кара-сулак (назовавана от местните жители Кайнаки), приток на река Катлабуг. Икономия на използваната земя, защита от ветровете и близост до вода, се наблюдава и в Кубей. Но тук се откриват и известни отклонения от традицията, които са настъпили при разширението на селото през 1960-1980 г., когато са построени жилища и на левия бряг на р. Карасулак. Трябва да се отбележи също, че селото се разделя на части от няколко дълбоки оврага, който се простират от север на юг.

## История
Територията на съвременния Кубей е населена от дълбока древност. Археологическите изследвания разкриват останките от няколко периода: от късната бронзова епоха (края на II хилядолетие пр.н.е.), древен период (VI - III в. пр. Хр.), първи век, славянски период. Археологическите паметници от IV-III в. пр. Хр., открити в курганния могилник на югоизток от селото, се идентифицират като скитски. В южните околности на Кубей е открито селище от Балкано-дунавската култура, известно в археологическите изследвания като Червеноармейское VII. В същото селище са открити и отделни паметници от Салтовската култура, част от характерната за прабългари и алани Салтово-маяцка култура.

През късното Средновековие (XVII – XVIII в.) основното население в Буджакските степи са ногайците. Най-ярък пример за влиянието на ногайците върху следващите жители, обитаващи тази територия, в това число и върху преселниците отвъд Дунава, са топонимите от тюркски произход в южната част на Бесарабия. А. А. Скалковски обръща внимание на това, че названията на много населени с българи и гагаузи пунктове са заимствани от ногайците. Такъв е случаят и с Кубей, чисто название е пренесено от ногайски зимен лагер, който се е намирал в тази местност през XVII – XVIII в. Според него то означава „съсредоточие“, т.е. център на рода (казана).
В края на XVIII и първата половина на XIX век започва масово заселване на българи и гагаузи, бежанци от земите, разположени на юг от Дунав. Масовото изселване продължава от 1769 до 1854 година и обхваща общо близо сто години. Най-големите преселения са свързани с Руско-турските войни: 1768 - 1774, 1787 - 1792, 1806 - 1812 и 1828 - 1829 г.
Ногайците са изселени от тези места през 1807 година във връзка с Руско-турската война от 1806-1812 г. По това време тези територии били присъединени към Руската империя. От това време започва активного заселване на тези земи. С това се поставя началото на нов етап в историята на Буджака изобщо и на Кубей в частност.

### Основаването на селището и след това
Общоприетата година на основаването на селото е 1809. Основните групи емигранти са българи, включително и гагаузи. Според някои източници, почиващи на данни от семейните предания, преселниците от българските земи идват от четири основни населени места: с. Дурмушкой (днес – Лозово) и с. Косово, Шуменско, от самия гр. Шумен и от с. Ени махале, Сливенско.
Има основание да се предполага, че първоначално изселниците от близките до Балкана райони са се заселили заедно в Кубей, образувайки отделни квартали (махали). Впоследствие обаче, това положение се е изменило. По-късно към тях се присъединили и изселници от други райони. Ако се сьди по разказа на местна жителка, записан от Зоя Барболова, че нейният прадядо е преселник от София и по фамилното име (или прозвище) Шоп, може да се допусне, че макар и спорадично, преселници е имало и от Западна България и по-точно от Софийско.
Преселването на българското население не е било едновременно и е продължило до 30-те години на XIX в. Най-масови са преселванията през периодите 1806—1812 и 1829—1830 г. През 1822—1827 г. в Кубей вече имало 179 семейства, и общият брой на жителите бил 1025. Понататъшното увеличение на населението се дължи на естествения прираст. В началото на ХХ век селото има 769 домакинства (двора) и 4817 жители.
В 1820 година в селото е изградена църквата (молитвен дом) „Успение Боородично“. През 1835 година в Кубей са регистрирани 162 семейства с 1104 жители (596 мъже и 508 жени). 8 от семействата (54 души) са нови колонисти, установили се в селото след Руско-турската война от 1828-1829 г. В 1852 година селото, което е част от Измаилски окръг, има 1369 жители.
През 1883 година първокласното училище в Кубей е преобразувано на второкласно.
През 1989 г. колхозът „И. М. Калинин“ разполагал с 12 333 хектара земя: 8036 хектара ниви, 1342 хектара лозя и 210 хектара овощни градини.

## Население
Населението на Кубей от най-ранните етапи от историята му се характеризира с полиетничност. Покрай българите и гагаузите, които представят основния състав от жителите на селото, през 20-те години на XIX в. тук са живели три семейства украинци и по едно семейство руснаци, молдовани, цигани и гърци. Вследствие както на асимилацията, така и на миграцията, в началото на XX в. ситуацията се променя: освен българите и гагаузите останали само руснаци – 54 души, които представляват малко повече от 1 % от общото число жители.
Поради политическата история на региона и измененията в социалната структура, през периода 1970-1990 г. етническият състав търпи значителни промени.
Във втората половина на XX в. повечето от половината семейства са били формирани от по една народност. През 70-те години моноетнични са били 56,5% от всички семейства, към 1995 година те малко намалели – 53,4%. През 70-те години чисто българските семейства съставлявали 31% от общото количество семейства, а през 1995 г. – 32,3%. Процентът на гагаузките семейства през това време намалява – от 24, 9% на 20,6%. Освен това, през 1977-79 г. в с. Червоноармейское имало 4 чисто руски семейства, 4 чисто украински и 1 арменско семейство. Към 1995 г. руските семейства стават 6, украинските остават 2, арменското семейство се изселило, но се заселило едно молдовско семейство.
Тенденцията към увеличаване на полиетническите бракове през последните 20 години е съвсем слаба. Количеството на такива семейства се е увеличило от 43,5% на 46,6%. По-голямата част от тях са българо-гагаузки (29,1% през 70-те години и 30,96% през 1995 г.). Значимо място сред тях заемат семействата, в които покрай българи и гагаузи има и руснаци (6,8% през 70-те г. и 7,1% в 1995 г.), украинци (съответно 4,4% > 5,1%) или молдовани (съответно 1,7% > 2%). Семействата, в които имат в състава си представители на друга етнически групи са спорадични. В резултат от социализацията младото поколение в тези семейства има българско или гагаузко самосъзнание и не е носител на етническата култура на другия родител.

### Езици
Численост и дял на населението по роден език, според преброяването на населението през 2001 г.:
| Роден език | Численост | Дял (в %) |
| Общо       | 6544      | 100.00    |
| Български  | 4065      | 62.11     |
| Гагаузки   | 1738      | 26.55     |
| Руски      | 618       | 9.44      |
| Украински  | 100       | 1.52      |
| Молдовски  | 12        | 0.18      |
| Беларуски  | 3         | 0.04      |
| Румънски   | 2         | 0.03      |
| Немски     | 1         | 0.01      |
| Други      | 5         | 0.07      |

## Родени в Кубей
- Александър Теодоров-Балан (1859-1959), български филолог, едно от най-значимите имена в българското езикознание
- Анатолий Труфкин (1954), художник
- Петър Труфкин (1912), писател
- Афанасий Дерменжи (1941), инженер, ръководи строителството на Антоновски мост